# ضرار احمد مقبل عثمانی
ضرار احمد مقبل عثمانی (زادهٔ سال ۱۳۴۲ خورشیدی در قریهٔ خواجه سیاران ولایت پروان) وزیر خارجهٔ پیشین افغانستان بود. ایشان در دوران جنگ با شوروی معاون دفتر احمدشاه مسعود بود و پس از سرنگونی حکومت طالبان و روی کار آمدن نظام جمهوری اسلامی در سمت‌های مختلفی همچون وزیر داخله افغانستان، وزیر مبارزه با مواد مخدر، وزیر خارجه افغانستان و والی پروان وظیفه داشت.

## زندگی‌نامه
وی در سال ۱۳۴۲ در ولایت پروان به دنیا آمد. دورهٔ ابتدایی مکتب را در مکتب سید جمال‌الدین به پایان رساند و وارد دورهٔ متوسطه در مکتب تجربی محمدعثمان خان پروانی شد. پس از آن وارد لیسهٔ عالی حبیبیهٔ کابل گردیده و با فراغت از لیسه و سپس وارد دانشکدهٔ ساختمانی دانشکدهٔ مهندسی کابل شدند. تحصیلات خود را در دانشکدهٔ مهندسی کابل تا نیمهٔ دوم سال سوم تحصیلی ادامه داد.

## در دوران حکومت کمونیست‌ها و مجاهدین
در سال ۱۳۶۶ ه‍.ش در یک درگیری توسط نیروهای کمونیستی دستگیر شد و به زندان پلچرخی فرستاده شد. بعدها در مبادلهٔ اسیران میان مجاهدین و نیروهای دولتی، از زندان آزاد و به شمال رفته و وارد نیروهای مجاهدین شد. در آنجا در سمت معاون دفتر احمد شاه مسعود فعالیت داشت و در سال ۱۳۷۲ به عنوان فرمانده امنیه پروان تعیین گشت. در سال ۱۳۷۷ مشغول وظیفه در سفارت افغانستان به عنوان سکرتر اول فعالیت داشت و تا سقوط طالبان در آنجا مشغول وظیفه بود.

## پس از سرنگونی طالبان
پس از سرنگونی طالبان در سال ۱۳۸۲ به حکم رئیس دولت انتقالی به عنوان والی پروان منصوب گردید. در دورهٔ اول حامد کرزی ابتدا در سمت معاون امنیتی و سرپرست وزارت داخله فعالیت داشت و پس از آن با معرفی به پارلمان توانست رأی اعتماد مجلس نمایندگان را دریافت کند و تا ۲۰ میزان ۱۳۸۷ در این پست مشغول به وظیفه بود.
در دورهٔ دوم ریاست جمهوری حامد کرزی به عنوان وزیر مبارزه با مواد مخدر مشغول وظیفه شد. وی پس از استعفای زلمی رسول از وزارت خارجه از سمت وزارت مبارزه با مواد مخدر استعفا داد و توانست رأی مجلس نمایندگان را برای سمت وزیر خارجه کسب کند.